# Mons Blanc

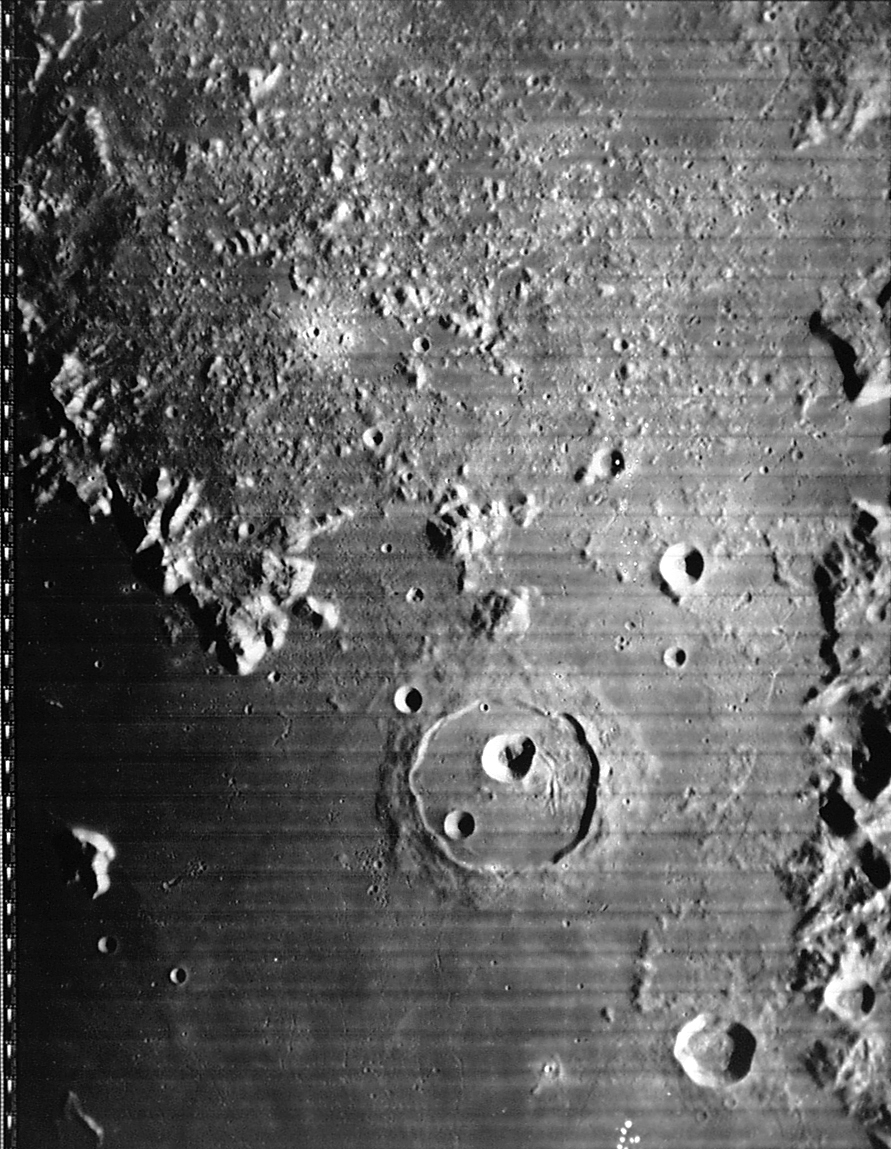
Pohoří Montes Alpes (v levé části fotografie). Mons Blanc leží v horní třetině fotografie téměř u jejího levého okraje.

Mons Blanc nebo též Mont Blanc je nejvyšší hora v pohoří Montes Alpes (Alpy) na přivrácené straně Měsíce. Zatímco ostatní vrcholy v pohoří mají výšku 1 800 až 2 400 metrů, Mons Blanc je vysoká 3 600 m a má průměr základny 25 km. Leží blízko nultého měsíčního poledníku, střední selenografické souřadnice jsou 45,4° S a 0,5° V.

## Název
Hora je pojmenována podle hory Mont Blanc, nejvyššího vrcholu evropských Alp.